# شراکووو سووپسکیه
شراکووو سووپسکیه (به لهستانی:  Sierakowo Słupskie) یک روستا در لهستان است که در گمینا کوبلنگتسا واقع شده‌است. شراکووو سووپسکیه ۲۲۵ نفر جمعیت دارد.